# Börm
Börm (tiếng Đan Mạch: Børm) là một đô thị thuộc huyện Schleswig-Flensburg, bang Schleswig-Holstein, Đức.